# Ghetoul Sfântu Gheorghe
Ghetoul Sfântu Gheorghe a fost un ghetou nazist aflat în Sfântu Gheorghe, sub administrația Ungariei fasciste, activ în primăvara anului 1944. Evreii ce au locuit aici au fost deportați ulteriori în Ghetoul Reghin.